# Бурк (Франция)
Бурк (фр. Bourcq) — коммуна во Франции, находится в регионе Шампань — Арденны. Департамент коммуны — Арденны. Входит в состав кантона Вузье. Округ коммуны — Вузье.
Код INSEE коммуны — 08077.
Коммуна расположена приблизительно в 180 км к востоку от Парижа, в 55 км севернее Шалон-ан-Шампани, в 45 км к югу от Шарлевиль-Мезьера.

## Население
Население коммуны на 2008 год составляло 59 человек.
| 1962 | 1968 | 1975 | 1982 | 1990 | 1999 | 2008 |
| ---- | ---- | ---- | ---- | ---- | ---- | ---- |
| 81   | 94   | 79   | 79   | 76   | 70   | 59   |

## Администрация
| Период | Период | Фамилия        | Партия | Должность |
| ------ | ------ | -------------- | ------ | --------- |
| 1959   | 1989   | Роже Бюффе     |        |           |
| 1989   | 2008   | Кристиан Гарре |        |           |
| 2008   |        | Мэттью Буйон   |        |           |

## Экономика
В 2007 году среди 34 человек в трудоспособном возрасте (15—64 лет) 30 были экономически активными, 4 — неактивными (показатель активности — 88,2 %, в 1999 году было 74,4 %). Из 30 активных работали 27 человек (16 мужчин и 11 женщин), безработных было 3 (1 мужчина и 2 женщины). Среди 4 неактивных 0 человек были учащимися или студентами, 3 — пенсионерами, 1 был неактивным по другим причинам.

## Достопримечательности
- Церковь Св. Николая XI века, башня XV века
- Средневековый вал[3]

## Фотогалерея

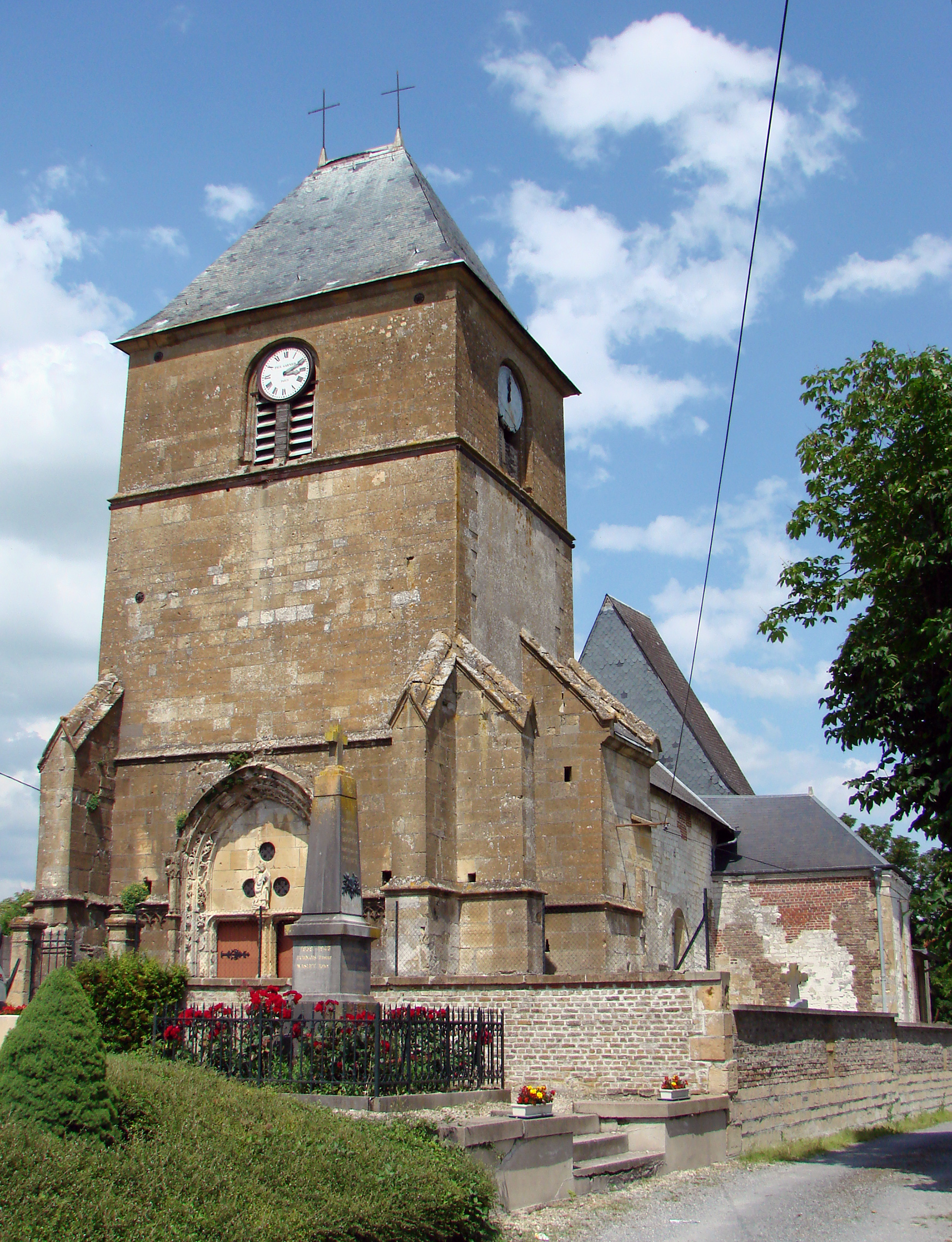
Церковь Св. Николая
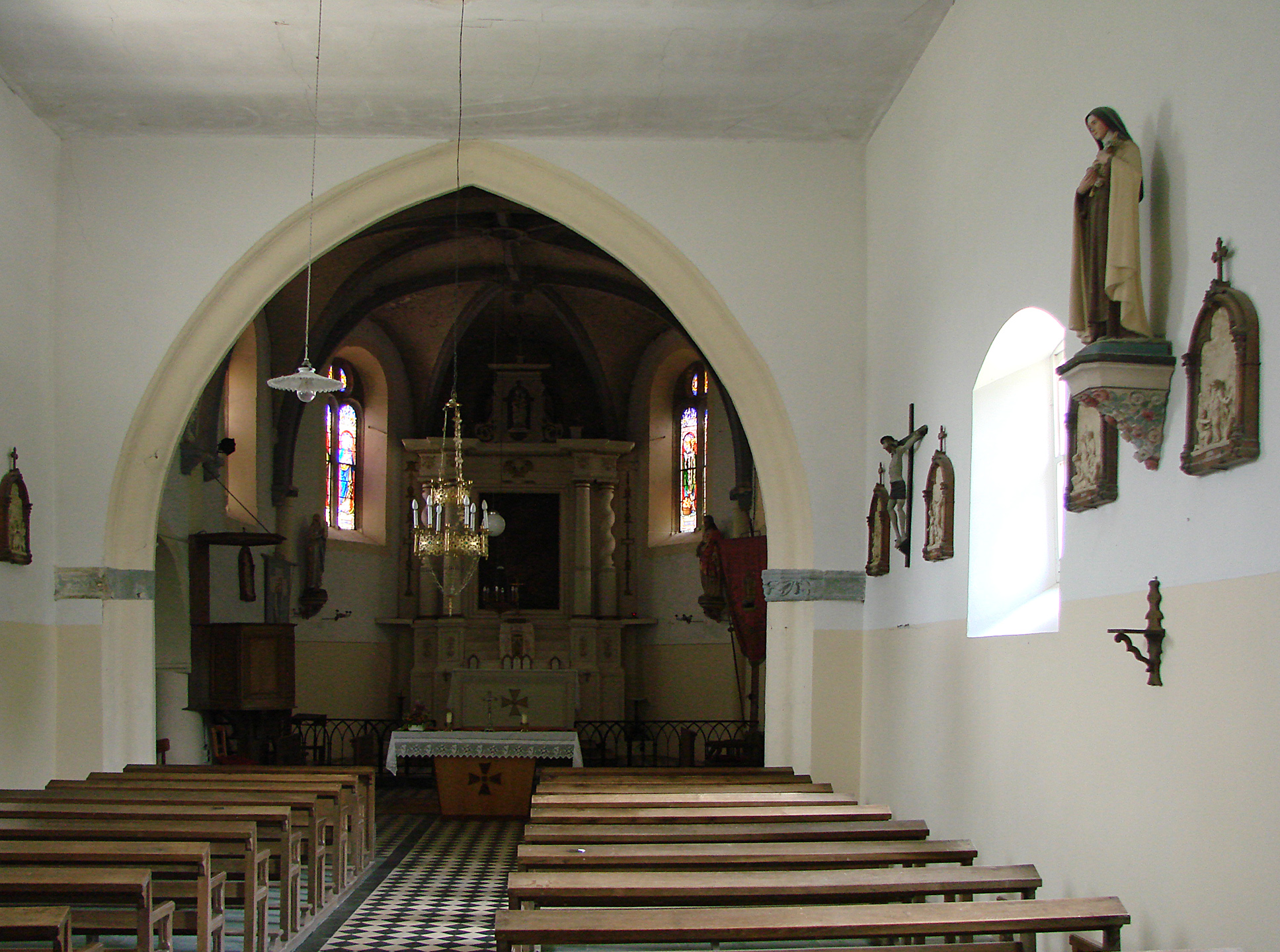
Интерьер церкви
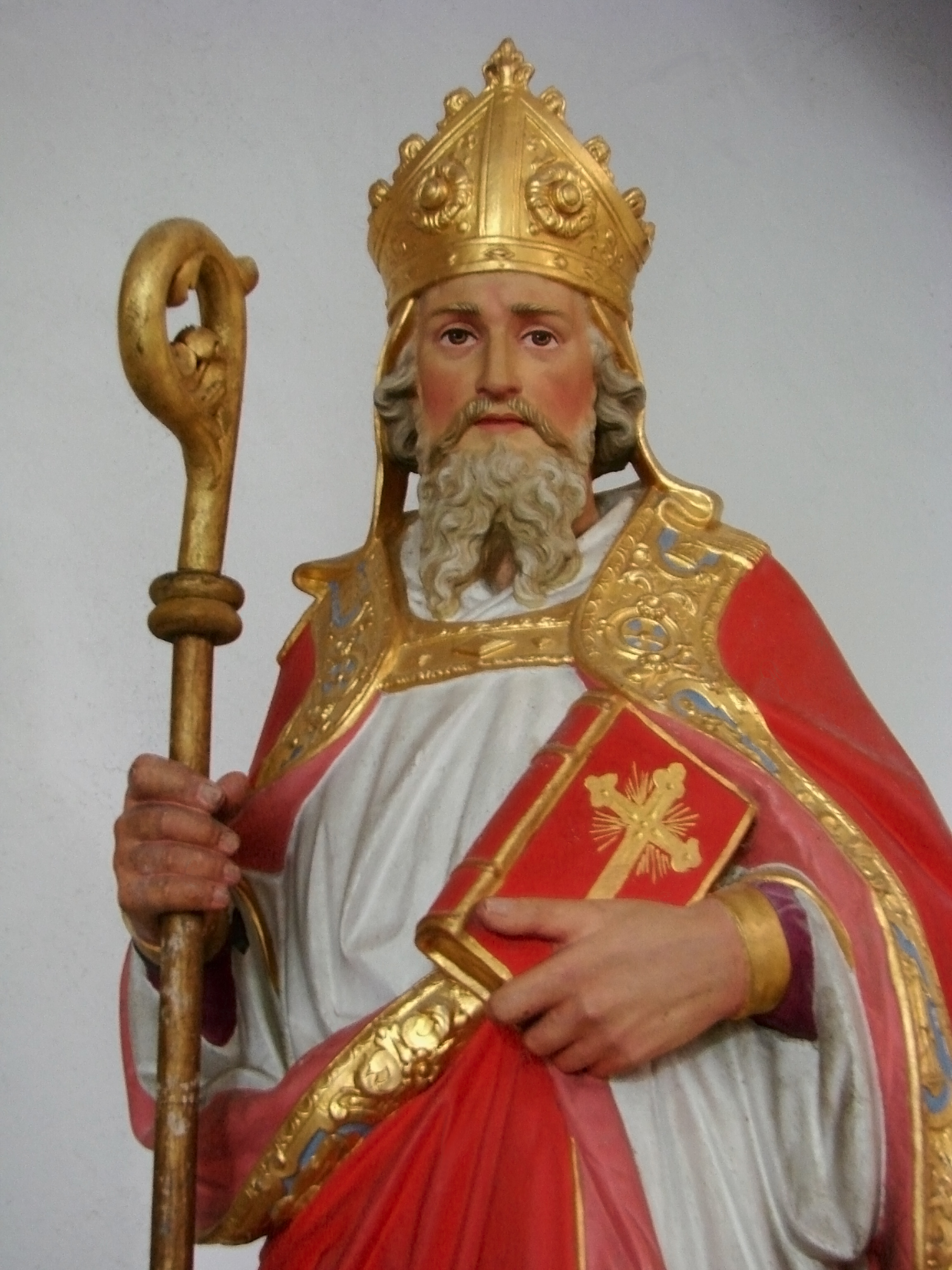
Статуя Св. Николая
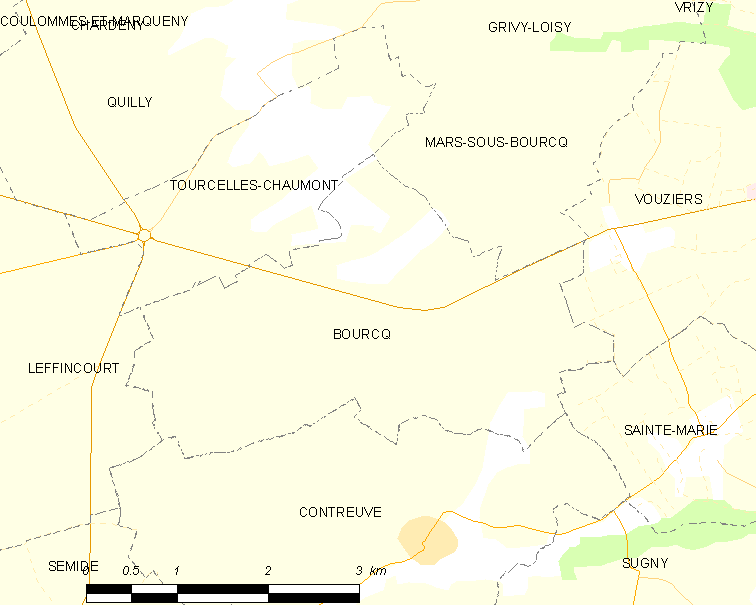
Карта коммуны